# FC 105 Libreville
Der Football Canon 105 de Libreville, als FC 105 Libreville bekannt, ist ein gabunischer Fußballverein aus der Hauptstadt Libreville. Aktuell spielt der Verein in der ersten Liga.

## Geschichte
FC 105 Libreville gründete sich 1975 und avancierte in den folgenden Jahren zu einer der führenden Mannschaften des Landes. Bereits 1979 gewann sie ihren ersten Meistertitel, mit dem dritten Meistertitel der Vereinsgeschichte 1983 errang sie den Titel des gabunischen Rekordmeisters. Nach einer zehn Jahre währenden Durststrecken nach dem sechsten Titel 1987 konnte AS Sogara kurzzeitig aufschließen, anschließend wurde mit drei Titeln in Folge zwischen 1997 und 1999 sowie dem zehnten Titel 2001 der Rang wieder zementiert. Anschließend kam insbesondere mit dem AS Mangasport ein neuer Rivale auf, der lange Zeit eine der führenden Mannschaften war und ebenfalls regelmäßig die Meisterschaft gewann. Der letzte Meistertitel des FC 105 Libreville datiert von 2007.
Auf internationaler Ebene verzeichnete der Verein bis dato keinen Titelgewinn. Größter Erfolg in der CAF Champions League bzw. dessen Vorgängerwettbewerb Afrikanischer Pokal der Landesmeister war das Erreichen des Viertelfinals 1988, in dem die Mannschaft am späteren Titelträger ES Sétif aus Algerien scheiterte.

## Stadion
Zur Austragung seiner Heimspiele nutzt der FC 105 Libreville das Stade Omar Bongo, das als Nationalstadion auch der gabunischen Nationalmannschaft als Heimstätte dient. Das Stadion hat ein Fassungsvermögen von 40.000 Personen.

## Erfolge
- Gabunischer Meister: 1978/79, 1982, 1983, 1985, 1986, 1986/87, 1997, 1998, 1999, 2001, 2006/07
- Gabunischer Pokalsieger: 1984, 1986, 1996, 2004, 2009